# Branišovský les
Branišovský les (také zvaný Bor) je smíšený les, který se rozkládá mezi českobudějovickým sídlištěm Máj, čtvrtí Zavadilka a obcemi Branišov, Mokré a Třebín. Jižní část přechází v Homolský les, který přiléhá na Letiště České Budějovice. Severovýchodní část lesa je v soudobých mapách označována názvem V Boru, jihozápadní jako Vlčí jáma. Les je známý řadou tragických událostí, pověstí a příběhů popisujících paranormální jevy.

## Přírodní poměry
Oblast byla výrazně ovlivněna činností člověka (využívána jako výletní lesopark, střelnice a vojenský prostor). Část lesa byla vykácena v souvislosti s výstavbou sídliště Máj (oblast s ulicemi Volfa, Chlajna a základní školou). Les se rozkládá v nadmořské výšce kolem 400 m n. m., většinu severovýchodní části pokrývá smrkový porost s přimíšeným dubem (v menší míře dalšími listnáči), v jihozápadní části převládá borovice. Některé lesní cesty a okraje lemují duby.

## Sídla, stavby a historie

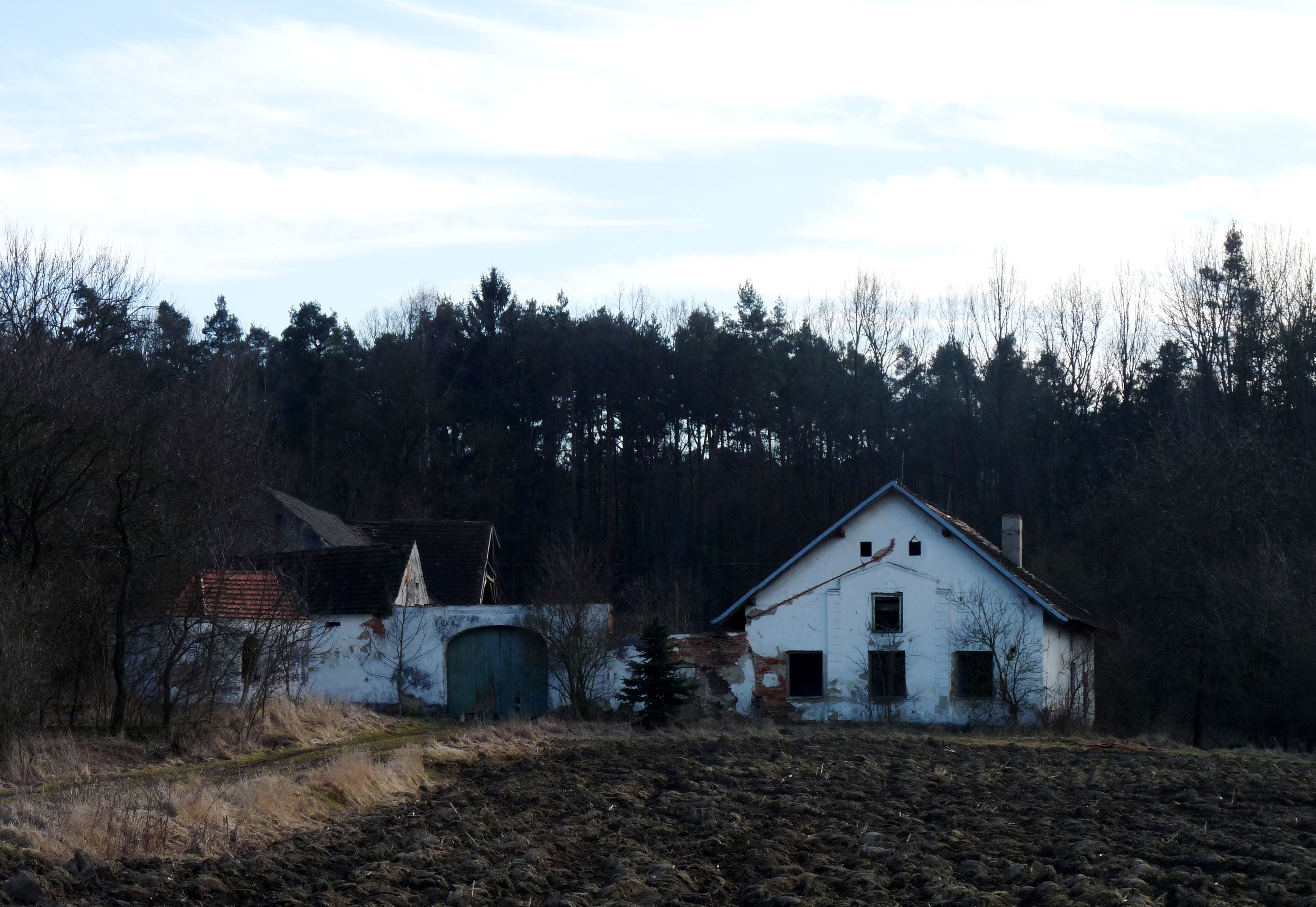
Samota U Petrů, bývalá hájovna

Některé prameny zmiňují menší osadu v této oblasti již na přelomu 15. a 16. století. Roku 1703 byl v lese založen rybník Veverka napájený dešťovou vodou a dimenzovaný na 20 kop rybího potěru. Pojmenování se vztahovalo k veverce se třemi mláďaty nalezené při vykopávání borovic. V současnosti se na mýtině V Boru nachází dům č. p. 48 s několika dalšími objekty a při silnici (ul. Branišovská) zahrádkářská kolonie. Stávala tu dále výletní restaurace U Hada pojmenovaná po jejím majiteli Františku Hadovi. Za minulého režimu byla její budova využívána k ubytování malé vojenské posádky. Současná restaurace se nachází v jiném (novém) objektu. Severní část Boru byla za první republiky využívána jako příměstský park, dodnes je zde možné vidět torza obvodových zdí menší budovy. Šlo o prvorepublikový lesní altán, který sloužil k občerstvení výletníků. Za druhé světové války byl 25. března 1945 les využit jako útočiště části budějovických obyvatel v očekávání dalšího spojeneckého náletu na město. Po válce byl využíván v rámci vojenského prostoru jako strážnice. Nedaleký val (u obdélníkového rybníčku) fungoval jako vojenská střelnice. Střelnice v této oblasti existovala již za Rakouska-Uherska.

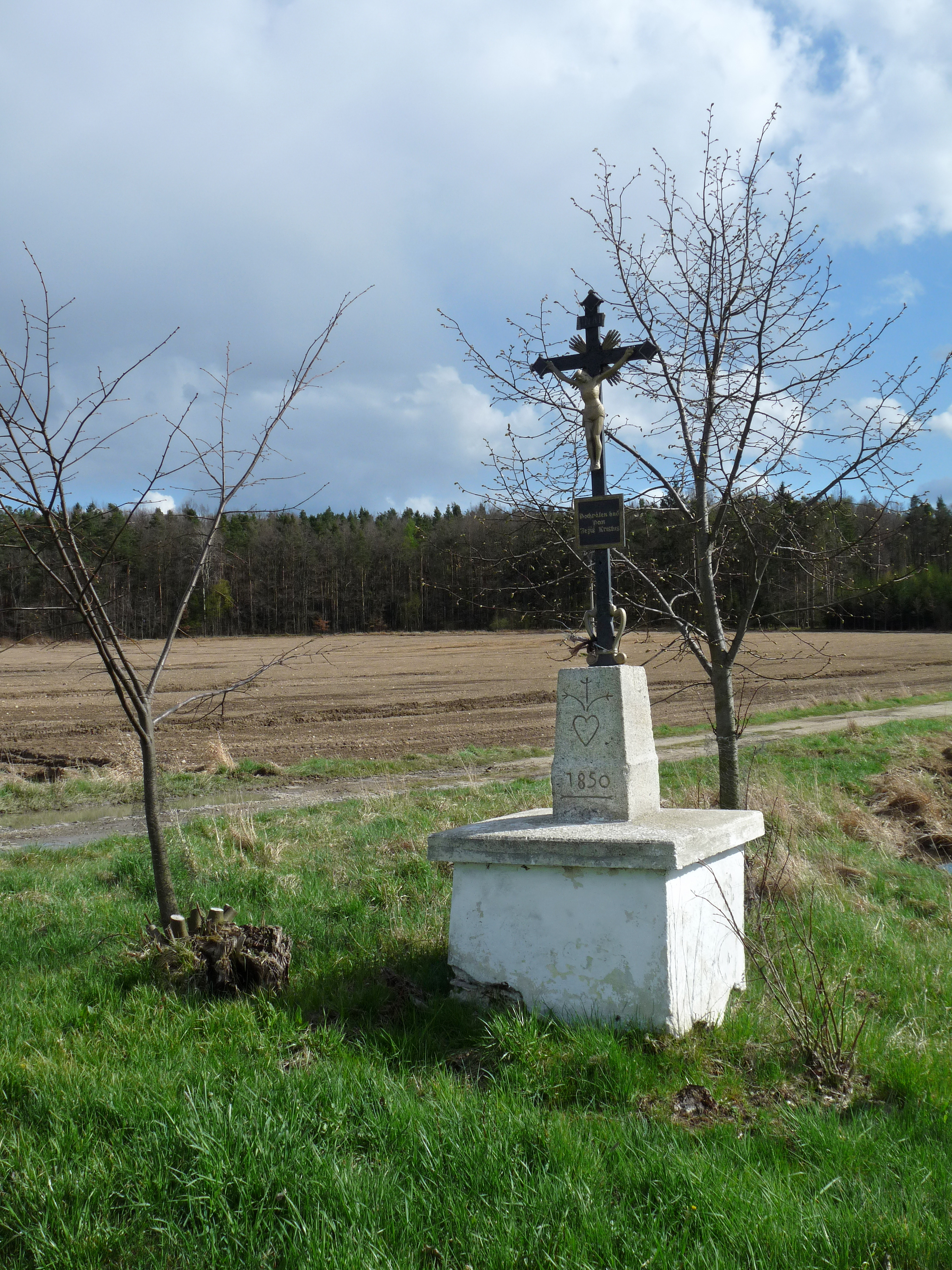
Křížek u odbočky na statek U Petrů, 1850

Jihozápadní část lesa (Vlčí jáma) ze severovýchodu uzavírá opuštěný statek U Petrů (v některých mapách označený názvem U Lesa) s patrnými prvky selského baroka. Před vraty stojí kaple z roku 1915 vystavěná Kateřinou Gramanovou v památku jejího zesnulého manžela Josefa. V interiéru je oltář s výjevy Anděla strážce, Krista na hoře Olivetské a svatého Václava (pozn. tato informace již není aktuální, interiér byl zdevastován bezdomovci). Odbočku příjezdové cesty z asfaltky doplňuje litinový křížek z roku 1850. V severním cípu Vlčí jámy stojí opuštěný vojenský objekt, jihovýchodní část lemují novostavby u Mokrého a jihozápadní část chaty u Městského rybníka (Třebín). U lesních cest se nachází několik menších sakrálních staveb; dřevěná boží muka zvaná Černý sloup na křižovatce tří lesních cest a dále křížek.
V roce 2014 společnost Lesy a rybníky města Českých Budějovic s. r. o. v Boru vybudovala lesní stezky s odpočívadly. Od sídliště Máj vede na Zavadilku naučná stezka s řadou informačních tabulí věnujících se tématům s lesem spojeným, např. Dřeviny, Zvěř nebo Lidé a les.

### Hřbitovy
Za morové epidemie 1679–1681 vznikl u Boru morový hřbitov s centrálním křížem. Vysvěcen byl 12. října 1680 českobudějovickým děkanem Janem Jiřím Bormanem. Novodobě vznikl na severozápadním okraji lesa (směrem k Malému branišovskému rybníku) neoficiální zvířecí hřbitov. Menší zvířecí hřbitov se nachází také v části směrem k sídlišti Máj.

### Drobné památky
Seznam uvádí drobné sakrální památky, pomníky a jim podobné objekty v lese a přilehlém okolí:
- pomník obětem druhé světové války – 48°58′48″ s. š., 14°26′0″ v. d.; s letopočty 1839–1945 u lesní cesty z Dubenské ul. k restauraci U Hada
- kaplička – 48°58′14″ s. š., 14°25′56″ v. d.; silně poškozená výklenková kaple v areálu střelnice / golfiště
- pomník Jodlů – 48°58′15″ s. š., 14°25′11″ v. d.; rozvalený pomník z roku 1892 zřízený statkářem Johanem Jodlem z Mokrého č. 6, u cesty od Černého sloupu k vodojemu
- pomníček – 48°58′15″ s. š., 14°25′11″ v. d.; pozůstatky pomníčku letecké katastrofy ze 14. května 2012, u pomníčku Jodlů
- Černý sloup – 48°58′16″ s. š., 14°24′42″ v. d.; dřevěná boží muka (viz níže)
- hraniční kámen – 48°58′20″ s. š., 14°24′44″ v. d.; otesaný kámen s letopočtem 1876, při cestě od Černého sloupu k Petrům
- kaple – 48°58′31″ s. š., 14°24′48″ v. d.; síňová kaple z roku 1915 na samotě U Petrů (U Lesa)
- kříž – 48°58′40″ s. š., 14°24′49″ v. d.; s rytinou srdce na soklu a letopočtem 1850, při odbočce k Petrům

#### Černý sloup
Boží muka zde uvádí již Speciální mapy 1 : 75 000 třetího vojenského mapování z roku 1877. Podle ústní tradice měla dřevěná boží muka vzniknout v místě nespecifikované tragické události. Stojí na hranici katastrů Branišov, Mokré a Třebín (obec Dubné), ale žádná z obcí ani vlastník lesa (Lesy a rybníky města Českých Budějovic) se k nim nehlásí. V létě 2018 došlo k rozkladu báze dřevěného sloupu (který zde stál již v roce 1987), naklonění a pádu. V první polovině roku 2019 zajistili obyvatelé Branišova výrobu, osazení a úpravu nového sloupu, doplněného skleněnou skříňkou na svíčky snižující riziko požáru.

### Neštěstí
25. března 1933 se v Boru postřelil třicetiletý J. Koňata ze Suchého Vrbného. Den po převozu do nemocnice zemřel. 14. května 2012 po 14. hodině havaroval u jižního okraje Boru (u cesty od Černého sloupu k vodojemu, u pomníku Jodlů) civilní vrtulník Safari 400 se dvěma osobami, které nehodu nepřežily.

## Příběhy, pověsti, nadpřirozené jevy a bytosti
Oblast Branišovského lesa - Boru a jeho okolí je známa řadou pověstí, obtížně vysvětlitelných událostí a příběhů. U části z nich není snadné doložit původ.

### Bažiny, rybníčky a vodník

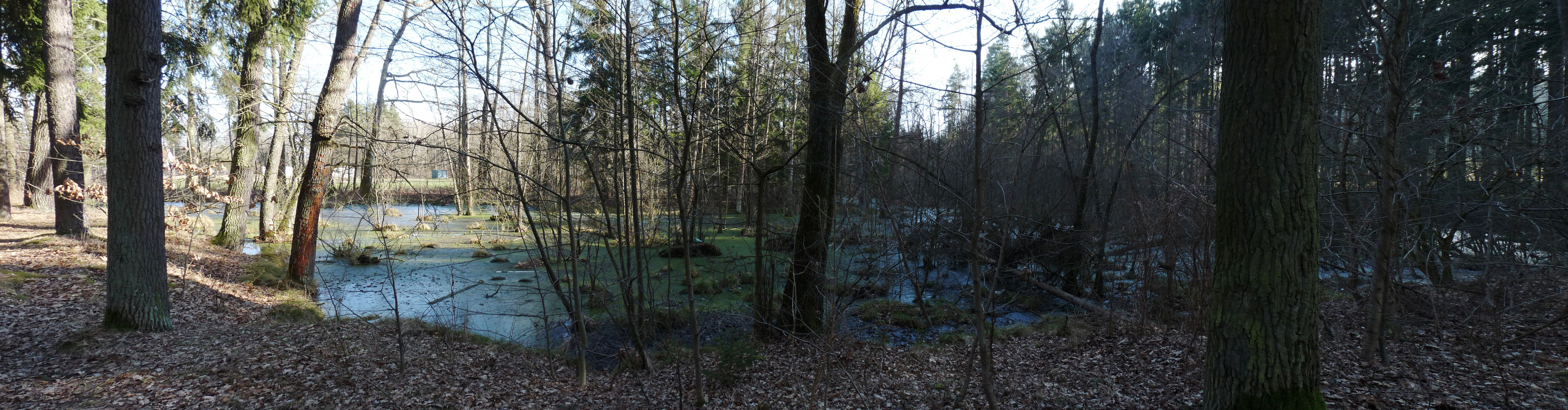
Mokřady v Branišovském lese

Současné bažiny v Boru byly původně mnohem rozsáhlejší, dobrovolně nebo nedobrovolně v nich ukončil život nejeden pocestný. Duše těchto osob zůstaly v oblasti a vystupují z bažin, kam se snaží svést kolemjdoucí. Jednoho z někdejších rybníčků se týkala pověst o vodníkovi.

### Zastřelená hlídka
Podle vyprávění se v době, kdy zdejší muniční sklad hlídala vojenská posádka, odehrála tragédie, při které zahynulo několik vojáků. Nejrozšířenější verze příběhu hovoří o čtveřici vojáků a týká se oblasti u bývalého strážního domku (viz výše). Jednu dvojici při noční stráži střídala druhá, jeden z vojáků se začal v cosi proměňovat (případně vojáky vystrašila „hrůza vycházející z lesa“), což vyvolalo vzájemnou střelbu. V jejím důsledku tři zemřeli na místě, čtvrtý na následky poranění zemřel po převozu do nemocnice.
Podle výpovědi obyvatele samoty V Boru se příběh odehrál na jiném místě a týkal se dvojice vojáků, kteří se zastřelili ze žárlivosti. Podle jiného svědka, který v roce 1973 sloužil v Benešově, proběhlo tehdy mimořádné vojenské školení na téma „přepadení a zabití hlídky u muničního skladu v Budějovicích záškodnickou skupinou“. Další svědek, který sloužil v roce 1983 v Českých Budějovicích jako velitel tanku, potvrdil, že se v době jeho služby měli postřílet dva vojáci na stráži. Popisoval, že v tehdejší době docházelo v důsledku nesmyslných rozkazů z vedení útvaru k mimořádnému vypětí, což v kombinaci s nedodržováním norem vedlo k abnormálnímu stresu, který snadno mohl mít tragické následky. Oblast ve své zprávě označuje jako „prokleté místo“.
Tragédii, která je spojována s obdobím 60. až 80. let, se snažil objasnit scenárista, novinář a televizní redaktor Otomar Dvořák. V pražském vojenském archivu v záznamech z let 1969 až 1985 o případu nenašel zmínku. Připouští, že v případě vyšetřování případu vojenskou nebo státní policií mohou být materiály dosud tajné.

### Havárie UFO
V oblasti mělo dojít k pádu neznámého objektu, který připomínal obrovskou zářící kouli. Oblast na rok uzavřela speciální jednotka, přístup do ní neměla ani místní vojenská posádka. Po zpřístupnění prostoru zůstaly na místě živé stromy s jednostranně šikmo sežehnutou kůrou (u země a ve vyšších partiích byly kmeny nepoškozené).
Podle vyjádření českobudějovických hasičů došlo k opálení kůry kolem roku 2000, kdy v Boru hořel suchý podrost. Požár se podařilo zlikvidovat dříve než se rozšířil na stromy. To ale příliš nekoresponduje s popisem spáleniště s jednostranně (z jihovýchodu) sežehnutými kmeny. Svědek, který v Č. Budějovicích v osmdesátých letech sloužil, připustil, že i kdyby do oblasti spadlo letadlo, cvičná raketa nebo vrtulník, mohlo to vést ke zcela nelogickým reakcím a opatřením tehdejšího velení.

### Strom oběšenců

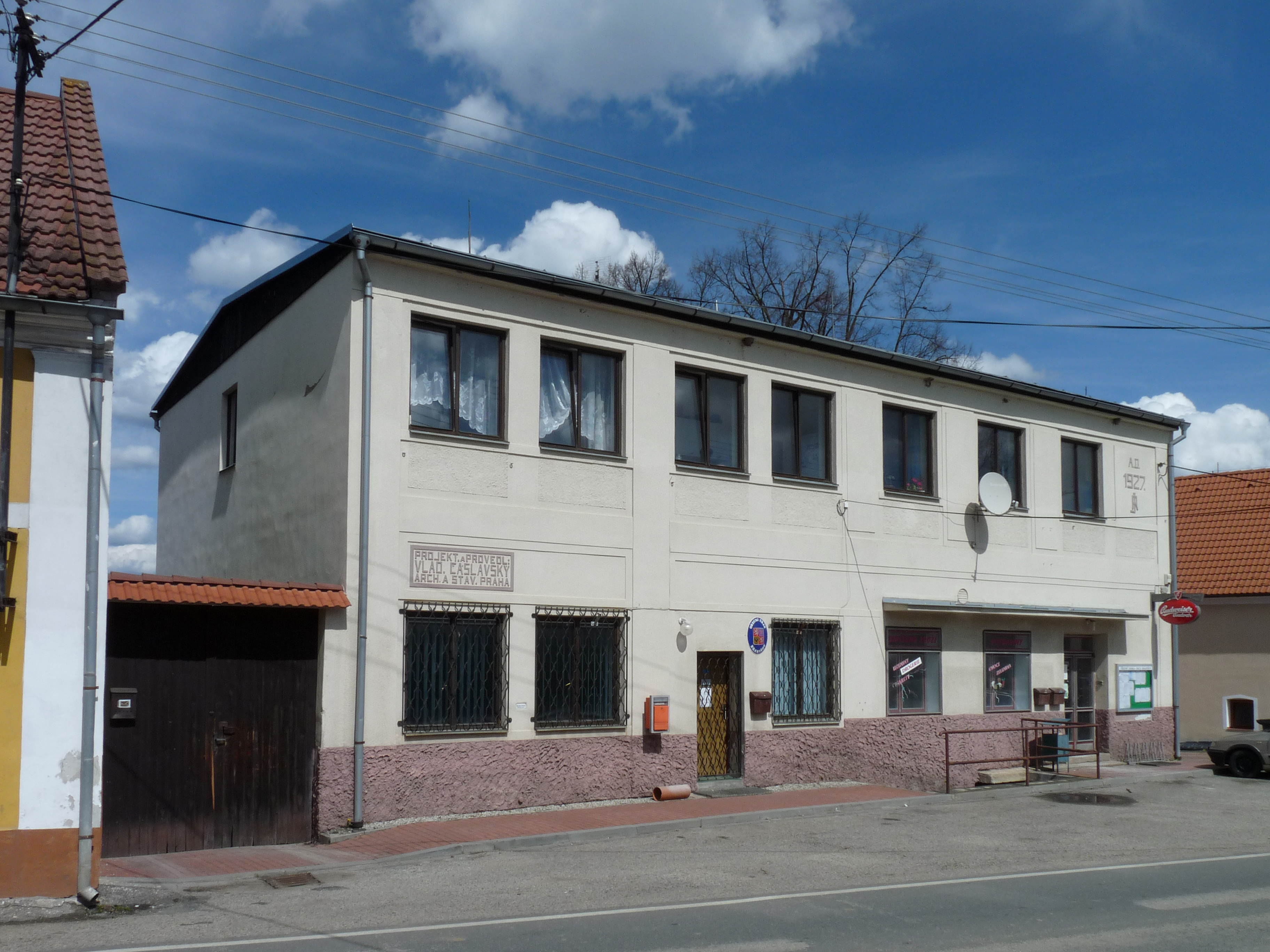
Bývalý hotel Praha

V roce 1927 byl v Branišově otevřen nový luxusní hotel Praha (dnes jde o budovu č. p. 5, později po požáru stavebně upravenou a v současnosti využívanou jako obecní úřad). Jedněmi z návštěvníků byla mladá dvojice (podle některých zdrojů milenci, podle jiných manželé). Dvojice vyrazila na výlet, ale zpět se již nevrátila, byla nalezena oběšená na stromu v Branišovském lese. Na tomtéž stromu byla později nalezena další oběšená žena. Místní obyvatel, pan Kříž, který do lesa chodil na dříví, se rozhodl dění učinit přítrž a příslušnou větev stromu odřízl, rozřezal a doma spálil. Později se mu přihodil úraz, jehož následkem mu zchromla ruka. Nakonec vesničané celý strom porazili, rozřezali a na místě spálili.
I poté ale několik osob tvrdilo, že při procházení kolem tohoto místa slyší hlas, který je nabádá k sebevraždě. Poblíž místa, kde strom rostl, stojí dřevěná boží muka zvaná Černý sloup.

### Černý muž

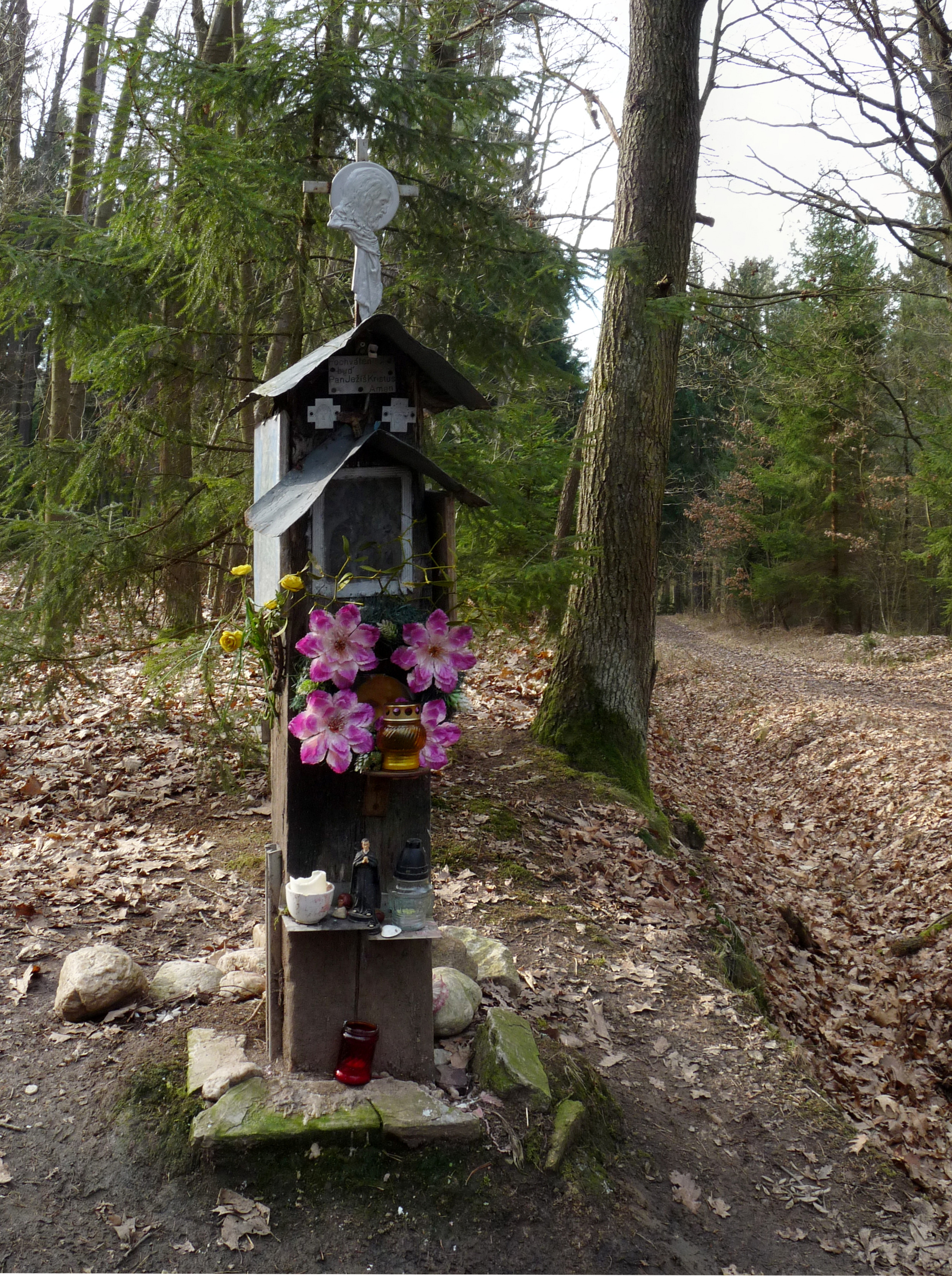
Černý sloup, dřevěná boží muka

Také nazývaný Pán lesa, Černý rytíř ap. V lese bylo několikrát spatřeno zjevení popisované jako vysoký muž s širokým černým kloboukem a dlouhým černým pláštěm. Jeho nohy se nedotýkají země, ale rozplývají nad povrchem, takže vypadá, jakoby se vznášel. Většina zdrojů uvádí, že obličej je překrytý do čela staženým kloboukem, jen některé zmiňují bílou tvář téměř bez rysů, pouze s náznakem úst a očí. Bytost se může velmi rychle pohybovat. První datované pozorování pochází z roku 1993, další z roku 1994. V některých případech zjevení předcházela tichá hudba připomínající zvuk Panovy flétny. Přítomnost bytosti podle některých svědků provází zšeření a pokles teploty v jejím okolí.

### Kroky vlistí
Dalším opakovaně popisovaným jevem jsou kroky slyšitelné v suchém listí, případně ve sněhu. Pronásledovaly osoby procházející lesem, ale žádná bytost, které by mohly patřit, nebyla vidět. Některé zdroje tento jev spojují s Černým mužem.

### Červené oči
Dvojice červených očí vznášejících se zhruba dva metry nad zemí se objevuje po setmění. Někteří svědci oči popisují jako sešikmené, jejich zjevení předcházelo červené světlo. První datované publikované pozorování pochází z roku 1998. Existují snahy tento jev vysvětlit jako pozorování zadních světel aut jedoucích po asfaltce Branišov – České Budějovice. Svědci ale vypovídali, že se k nim červené oči přibližovaly, nebo je pronásledovaly.

### Modrý plamínek
Podle pověsti se v části lesa zvané Vlčí jáma objevuje modrý plamínek, který označuje místo zakopaného pokladu.

### Bílá paní
Zjevení ženy v bílém oděvu je spojováno se zavražděnou obyvatelkou nedaleké samoty, která ani po smrti nenašla pokoj.

### Skoky včase
Kolem roku 1960 se jeden z obyvatel samot U Pěti zlodějů (též Jednoty, ve starších mapách U Čtyř zlodějů) vracel na kole domů z Českých Budějovic, odkud vyrazil v 18 hodin. Při cestě přes Bor (která tehdy byla prašná, neasfaltovaná) se mu zdálo, jako kdyby se celý les vlnil. Po sestoupení z kola si všiml, že se hýbe samotná cesta i štěrk na ní. Když vyjel z lesa a projížděl Branišovem, byl překvapený, že se už v žádném okně nesvítí, přestože mělo být sotva 19 hodin. Poté, co dorazil domů, zjistil, že jsou 3 hodiny v noci. Během cesty, která obvykle trvá hodinu, uteklo devět hodin.
Při procházce Borem si jedna z dvojice žen odběhla do křoví. Když se dlouho nevracela, šla se po ní druhá podívat, ale nebyla tam, ani v okolí. Když ji hledala a přemítala, kam se mohla podít, objevila se z ničeho nic a vyprávěla, že se kolem ní objevila zelená mlha a když se rozestoupila, stála v neznámé krajině plné intenzivních pestrých barev a zlatým městem v dáli. Chvíli si úkaz nechápavě prohlížela, pak k ní ale přistoupil muž v černém, položil jí ruku na čelo a vytlačil zpět do lesa. Zatím co na neznámém místě strávila pár minut, její kamarádka v lese čekala třičtvrtě hodiny. Příběh s časovým posunem datovaný do 20. století je uváděný i z okolí nedalekých Čejkovic.

### Ostatní
Krom událostí publikovaných autory, kteří se oblastí dlouhodobě zabývají či zabývali, existuje řada příběhů a vyprávění spadající spíše mezi tzv. urban legends (městské legendy). Řada z nich je více-méně obdobou publikovaných příběhů, některé jsou s nimi v rozporu, případně odporují známým historickým událostem. Prakticky není možné rozlišit, zda jsou zcela smyšlené, vznikly zkomolením již známého příběhu, nebo šlo o zážitek reálné osoby. Specifickou skupinou jsou prokázané podvrhy - údajná fotografie ducha z Boru publikovaná deníkem Aha!, která ve skutečnosti pochází z Ukrajiny, nebo fotografie údajného křížku s portrétem oběšených manželů, která ve skutečnosti s místem nesouvisí a pochází z Branišova u Milevska.

## Obraz vkultuře
Povídku inspirovanou lesem Bor a přízrakem Pána lesa napsal pro časopis Květy Vladimír Červinka. Scenárista a televizní redaktor Otomar Dvořák připravoval materiály o Boru pro pořad Záhady a mystéria. Během shánění informací mu bylo telefonicky vyhrožováno a byl nabádán aby „šťourání kolem lesa Boru“ zanechal. Z natáčení tohoto dílu seriálu poté za záhadných okolností sešlo.
Roku 2015 zde spolek Paranormal tým z.s. natočil třídílný dokument Duchové lesa Bor, který v pořadu Paranormální tým odvysílala TV Kino Svět.
Roku 2017 vydal spolek Paranormal tým z.s. tři články spisovatele Jaromíra Jindry, které uvádějí, že les Bor v letech 1865–1914 nebyl v dobovém periodiku Budivoj ani jednou zmíněn v souvislosti s paranormálními jevy.
V roce 2019 vydalo nakladatelství Carcosa první českou knihu Oni od slovenského hororového spisovatele Marka E. Pochy. Vypráví o skupině bankovních úředníků, kteří se vydávají do Branišovského lesa na teambuildingovou akci, aniž by tušili, jaké pověsti se na les vážou.
V roce 2020 vyšla v sérii Původní česká detektivka kniha Pavla Kohouta Les Bor.

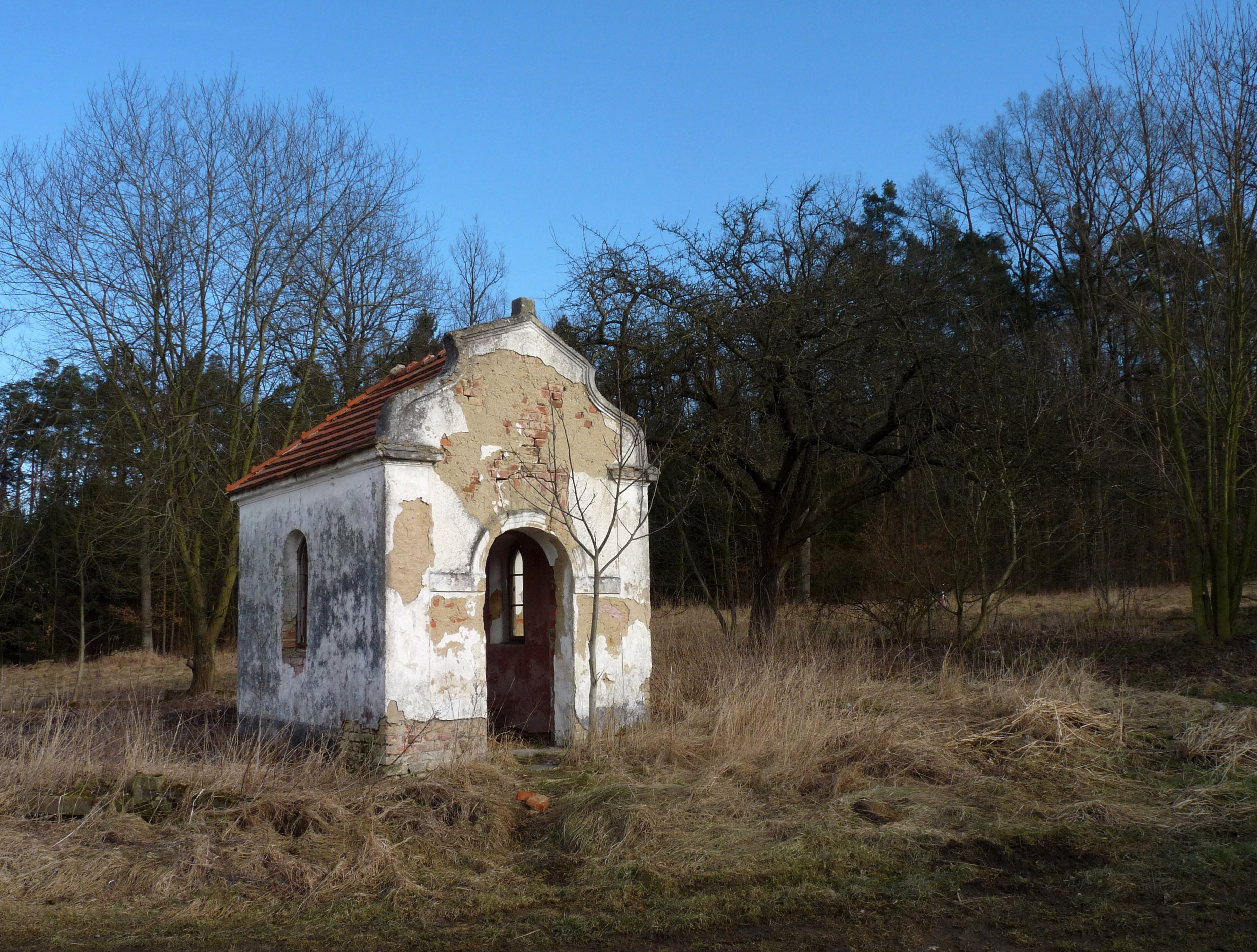
Kaple U Petrů
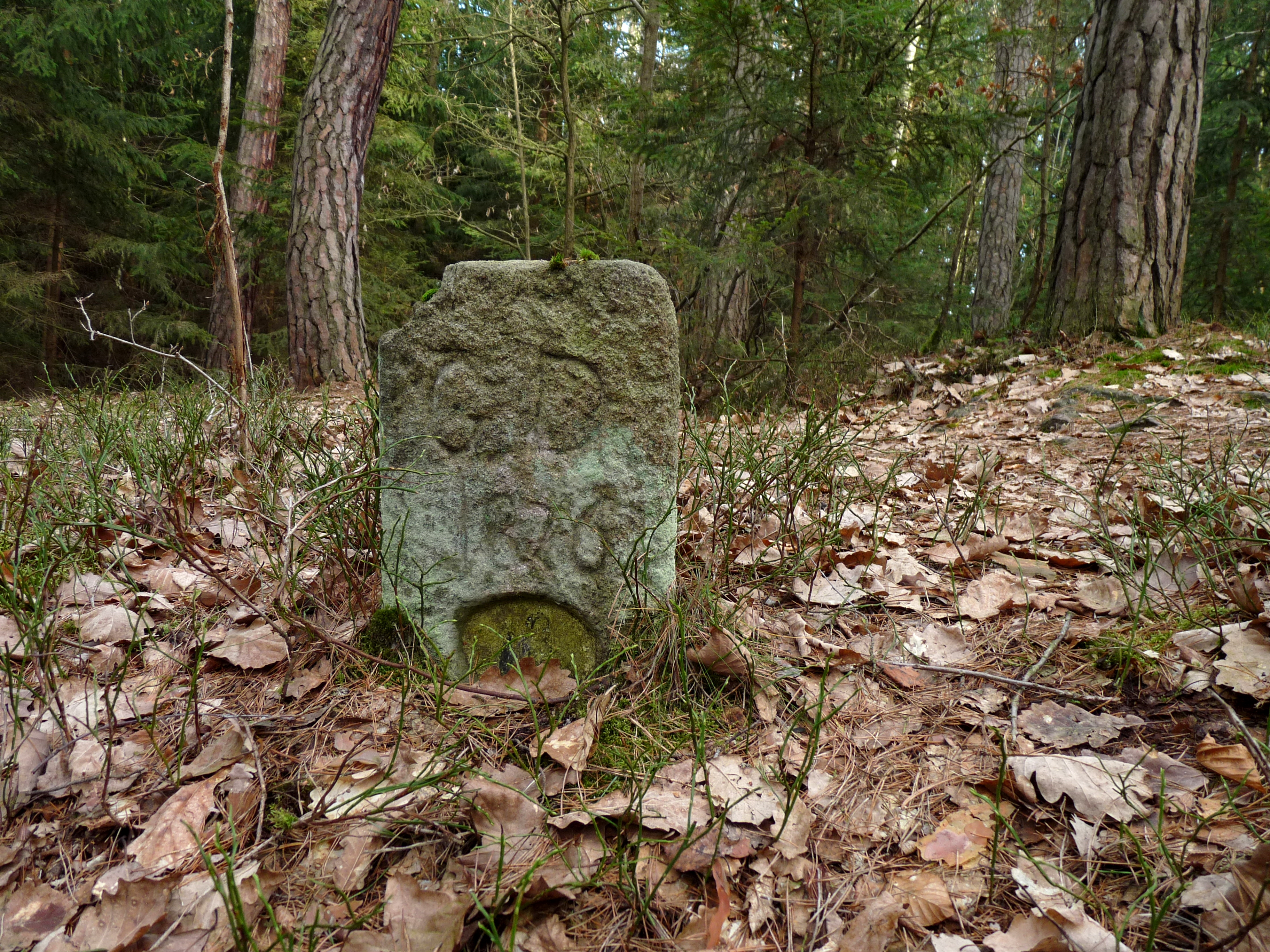
Kamenný patník
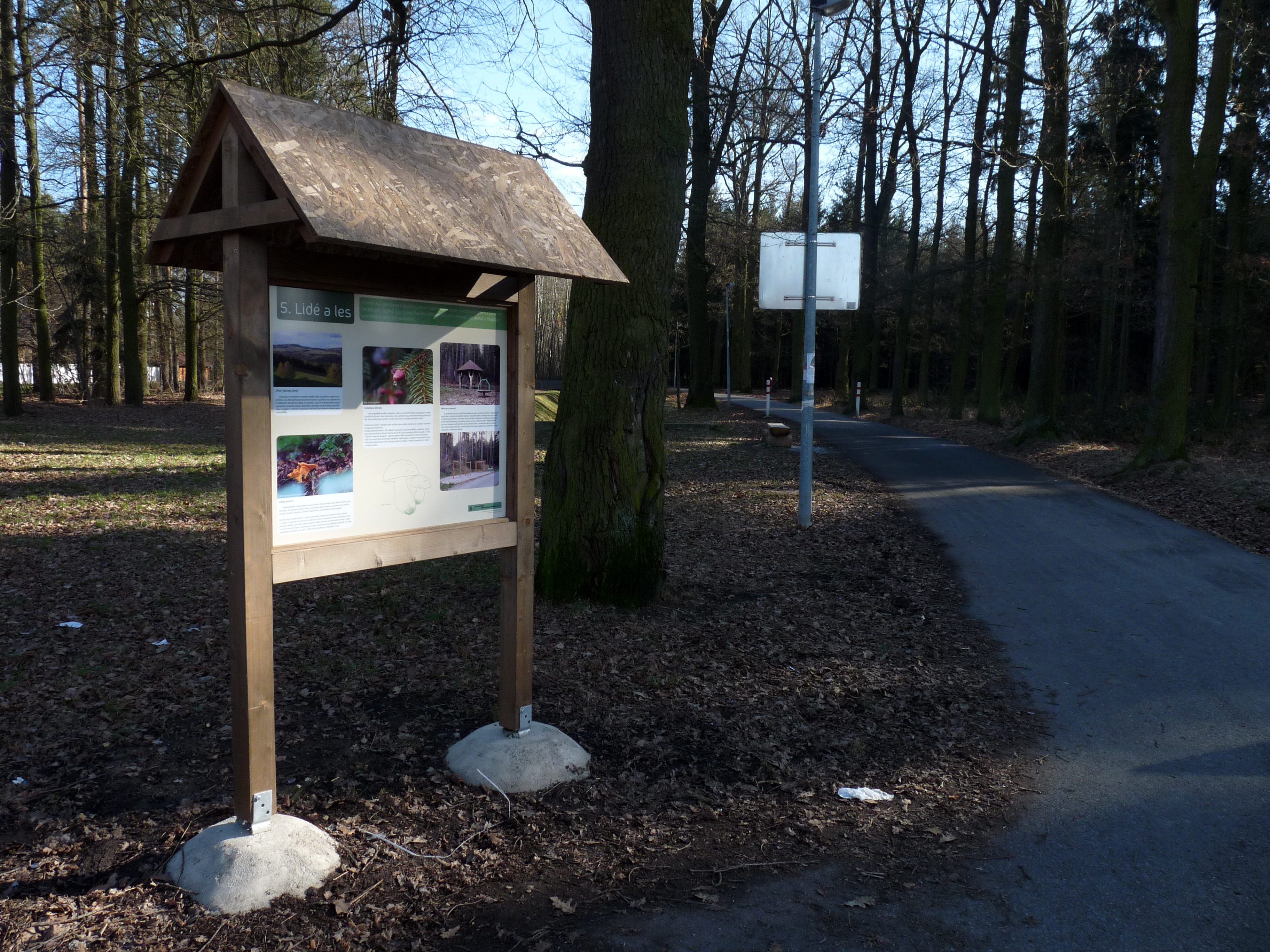
Tabule naučné stezky v Boru
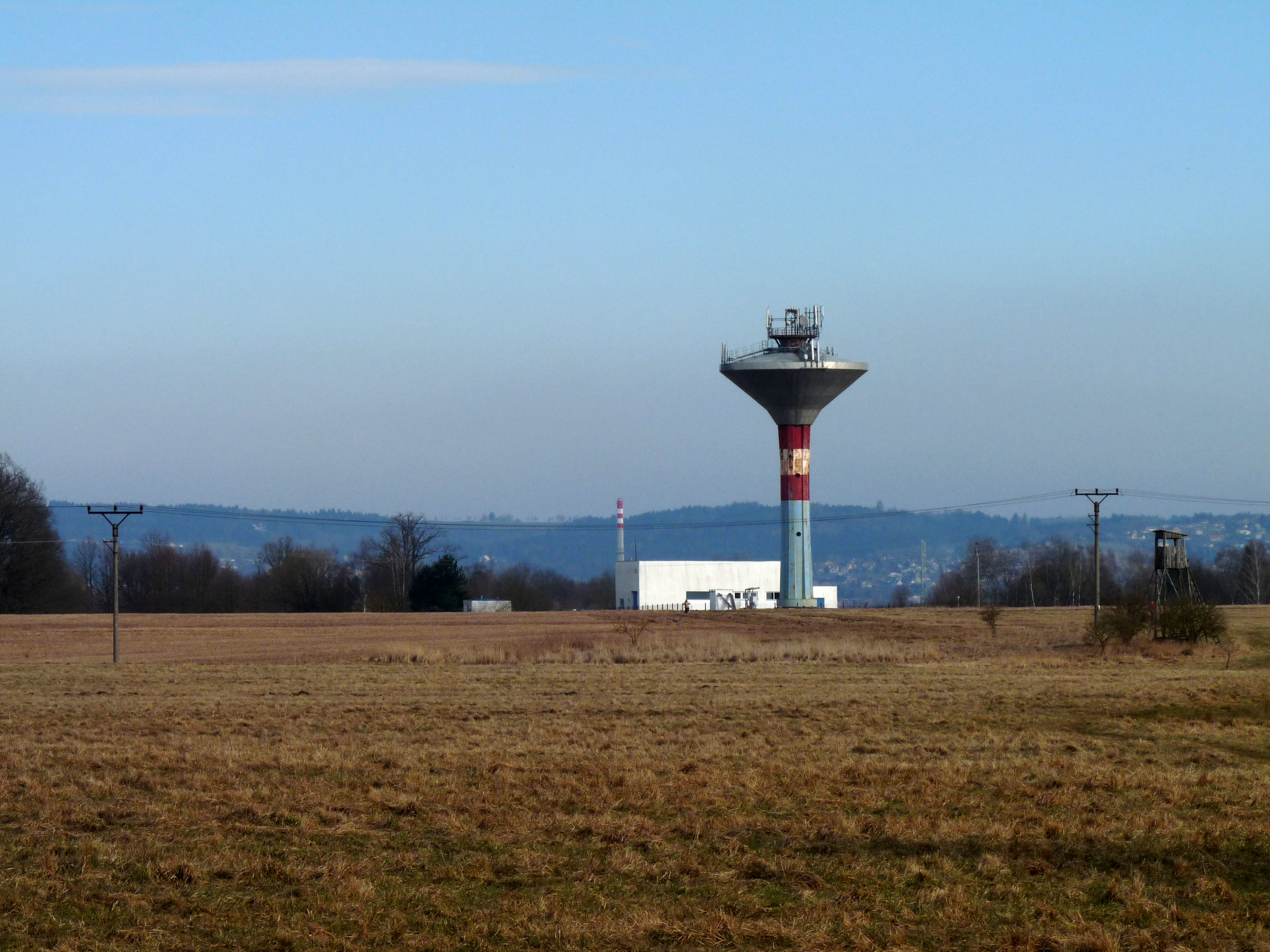
Vodojem mezi Branišovským lesem a Mokrým